# Sư đoàn 350, Quân đội nhân dân Việt Nam
Sư đoàn 350 là một trong những sư đoàn bộ đội chủ lực đầu tiên của Quân đội nhân dân Việt Nam, tiền thân là Sư đoàn bảo vệ Thủ đô 350 và hiện nay là một trong 2 Sư đoàn được biên chế vào Quân khu 3.

## Tổ chức, biên chế
- Trung đoàn 582, đóng quân trên địa bàn xã Thạch Bình, Nho Quan, Ninh Bình
- Trung đoàn 584, đóng quân trên địa bàn xã Đồng Phong, Nho Quan, Ninh Bình
- Trung đoàn 583, đóng quân trên địa bàn xã Ngọc Lương, Yên Thủy, Hòa Bình

## Lịch sử
Năm 1954, Hồ Chí Minh đọc tuyên bố thành lập sư đoàn 350 với nhiệm vụ bảo vệ Trung ương Đảng, Chủ tịch Hồ Chí Minh, Chính phủ, thủ đô Hà Nội. Khi thành lập, Sư đoàn 350 gồm 3 trung đoàn:
- Trung đoàn 600, bảo vệ Trung ương Đảng, Chủ tịch Hồ Chí Minh, Chính phủ
- Trung đoàn 254 bảo vệ thủ đô Hà Nội,
- Trung đoàn 94 bảo vệ khu vực thành phố Hải Phòng.

Sau gần 10 năm làm nhiệm vụ tiếp quản, bảo vệ Thủ đô Hà Nội, thành phố Cảng Hải Phòng, khu mỏ Hòn Gai và bảo vệ Trung ương Đảng, Chính phủ và Chủ tịch Hồ Chí Minh, cuối năm 1963 trước âm mưu đánh phá miền Bắc của đế quốc Mỹ, Bộ Quốc phòng đã quyết định điều động Sư đoàn 350 trực thuộc Quân khu 3 từ Kiến An - Hải Phòng về địa bàn tỉnh Ninh Bình, Hòa Bình và Nam Định.

## Thành tích và Tặng thưởng
- Anh hùng lực lượng vũ trang nhân dân ngày 14-9-2004